# اسلیم شیدی ال‌پی
اسلیم شیدی ال‌پی (به انگلیسی: Slim Shady LP) دومین آلبوم استودیویی خواننده رپ آمریکایی امینم است که در ۲۳ فوریه سال ۱۹۹۹ توسط افترمث، اینترسکوپ رکوردز و وب انترتینمنت منتشر شد. اسلیم شیدی ال‌پی نخستین آلبوم مهم امینم به حساب می‌آید. این آلبوم در پی استخدام امینم توسط دکتر دره و جیمی آیوین در فرندال میشیگان ضبط شد و توسط دکتر دره، برادران بس و امینم تولید شد. این آلبوم توسط شخصیت ساختگی امینم به نام اسلیم شیدی روایت می‌شود که وی این شخصیت را در آلبوم قبلی خود اسلیم شیدی ئی‌پی خلق کرده است. شخصیت اسلیم شیدی با زبان طنز و کارتونی خود با فحش‌های رکیک و کلمات سخیف از خشونت شدید سخن می‌گوید. اگرچه بسیاری از سروده‌های آلبوم هجوآمیز به حساب می‌آیند؛ اما در همین حال امینم سرخوردگی‌های ناشی از زندگی در فقر خود را نیز به تصویر می‌کشد. سبک‌های موسیقی کار رفته در آلبوم را می‌توان به هیپ-هاپ کمدی، هرورکور و هیپ-هاپ ساحل غربی تقسیم‌بندی کرد.
گروهی از منتقدان بر این باور بودند که سروده‌های امینم و زبان به کار رفته در آلبوم مانند «قتل، تجاوز به زنان، دزدی و استفاده از مواد مخدر» باعث تأثیر منفی بر جوانان ایالات متحده می‌شود؛ اما علی‌رغم تمام این بحث‌ها اسلیم شیدی ال‌پی توانست به سرعت امینم را از یک خواننده رپ زیرزمینی که توسط جامعه موسیقی زیرزمینی آن زمان هیپ-هاپ در دیترویت نادیده گرفته می‌شد، به یک چهره مشهور بین‌المللی تبدیل کند. هرچند او به دلیل موارد گفته شده به یک شخصیت بسیار جنجالی در سطح جامعه آمریکا نیز تبدیل شد. موفقیت این آلبوم باعث شد این باور که «فقط سیاه‌ها می‌تونند رپ بخوانند» برای همیشه شکسته شود.
اسلیم شیدی ال‌پی توانست به موفقیت تجاری و هنری زیادی دست پیدا کند. منتقدان از امینم به خاطر سبک غنی، خاص و بی نظیر داستان‌گویی‌هایش و سروده‌های طنزآلود موجود در آلبوم تمجید کردند. نخستین تک آهنگ آلبوم «اسم من اینه»، نخستین آهنگی از امینم بود که توانست به جدول «۱۰۰ تک‌آهنگ داغ بیلبورد» ورود کند. این آلبوم در جوایز گرمی سال ۲۰۰۰ توانست برنده جایزه «بهترین آلبوم رپ» شود، در حالی که آهنگ «اسم من اینه» توانست برنده جایزه گرمی «بهترین اجرای انفرادی رپ» شود. رولینگ استون اسلیم شیدی ال‌پی را در جایگاه ۲۷۵ فهرست «۵۰۰ آلبوم برتر همه دوران» و در جایگاه ۳۳ فهرست «۱۰۰ عدد از بهترین آلبوم دهه ۹۰ میلادی» خود قرار داد. ان‌ام‌ئی نیز آن را در جایگاه ۲۴۸ فهرست «۵۰۰ آلبوم برتر همه زمان‌ها» ی خود قرار داد. در سال ۲۰۱۵ توانست به جایگاه ۷۶ فهرست «۱۰۰ آلبوم برتر هیپ-هاپ در تمام دوران» سایت ابوت.کام دست پیدا کند. منتقد مشهور موسیقی رابرت کریستگاو اسلیم شیدی ال‌پی را در میان فهرست «۱۰ آلبوم برتر دهه ۱۹۹۰» خود قرار داد.

## پیش‌زمینه

### بی‌نهایت
امینم با نام مارشال بروس ماترز سوم در ۳ اکتبر سال ۱۹۷۲ در سنت جوزف، میزوری متولد شد. او در سن چهارده سالگی آغاز به رپ‌خوانی کرد. در سال ۱۹۹۶ امینم نخستین آلبوم خود به نام بی‌نهایت را در استودیوی باسیمنت متعلق به برادران بس ضبط و منتشر کرد. این آلبوم توسط شرکت وب انترتینمنت منتشر شد. آلبوم بی‌نهایت به موفقیت تجاری بسیار کمی دست پیدا کرد و ایستگاه‌های رادیویی شهر دیترویت این آلبوم را پخش نکردند. ناامیدی ناشی از عدم موفقیت این آلبوم به شدت بر سبک سروده‌های امینم تأثیر گذاشت. در سال ۲۰۰۲ بلندر بی‌نهایت را در جایگاه ۴۹ فهرست «۱۰۰ آلبوم برتر آمریکایی همه دوران» خود قرار داد. امینم در یکی از مصاحبه‌هایش در رابطه با این آلبوم می‌گوید:
بعد از اون آلبوم هر تیکه شعری که می‌نوشتم عصبانی و عصبانی‌تر می‌شدم. بیشترش بخاطر بازخوردی بود که از بقیه دریافت می‌کردم.
این مردم مثل این که کار بهتری نداشتن به غیر از این که به من بگن: «تو سفیدپوستی برای چه رپ می خونی؟ چرا نمیری سراغ همون راک اند رول خودتون؟». شنیدن این حرفا اعصابم رو خرد می‌کرد.
پس از شکست تجاری و هنری آلبوم بی‌نهایت، اعتیاد به مواد مخدر و استفاده زیاد از الکل باعث شد تا امینم اقدام به خودکشی کند. ناامیدی امینم از آلبوم اول خود، اعتیاد به الکل و همچنین خودکشی نافرجام‌اش باعث شد تا او شخصیت اسلیم شیدی را بیافریند. امینم در رابطه با خلق این شخصیت می‌گوید: «یهویی بود. وقتی به این نام فکر می‌کردم می‌دیدم که خیلی راحت می‌تونم باهاش قافیه درست کنم.» شخصیت اسلیم شیدی تبدیل به صدایی برای امینم شد تا بتواند با آن از سختی‌ها و مشکلات خود سخن بگوید.

### اسلیم شیدی ئی‌پی
در بهار سال ۱۹۹۷ میلادی امینم آلبوم کوتاه خود به اسم اسلیم شیدی ئی‌پی را ضبط کرد. در زمان ضبط این آلبوم امینم و دوست دخترش کیم اسکات به همراه دختر تازه متولدشان هیلی در یکی از محلات خطرناک دیترویت با درصد بالای جرم و جنایت زندگی می‌کردند. خانه آن‌ها چندین بار مورد سرقت قرار گرفت. بعد از اینکه صاحب‌خانه امینم او و خانواده اش را بیرون انداخت،

در تمام مدت فعالیتم در صنعت موسیقی هرگز چیز مورد پسند و مفیدی از نوارهای دمو یا سی‌دی‌های زیر زمینی پیدا نکردم، اما وقتی جیمی آلبوم اسلیم شیدی ئی‌پی رو برام پخش کرد، تنها چیزی که گفتم این بود که: «این یارو رو پیدا کنید. همین حالا!»

دکتر دره
امینم برای شرکت در «مسابقات المپیک رپ» که یک مسابقه سالانه رپ بتل است به شهر لس آنجلس سفر کرد و در پایان وی در جایگاه دوم این مسابقات قرار گرفت. کارمندان شرکت موسیقی اینترسکوپ رکوردز که در این مسابقات حضور داشتند نسخه‌ای از آلبوم اسلیم شیدی ئی‌پی را برای مدیرعامل این شرکت جیمی آیوین ارسال کردند. ایوین بلافاصله این نوار را برای تهیه‌کننده هیپ-هاپ و بنیان‌گذار شرکت موسیقی افترمث اینترتیمنت دکتر دره پخش کرد. بعد از شنیدن این آلبوم دکتر دره درخواست کرد تا امینم توسط این شرکت استخدام شود. برخی از دکتر دره خواستند که به دلیل سفید بودن امینم بر روی او سرمایه‌گذاری نکند اما نظر او این بود که: «حتی اگه بنفش هم باشه اهمیتی برام نداره! اگه بتونی درست و حسابی رپ کنی من مشکلی باهات ندارم.» درنتیجه امینم و دکتر دره کار بر روی پروژه جدیدی که بعدها تبدیل به این آلبوم شد را شروع کردند.

## تولید

### ضبط
اسلیم شیدی ال‌پی در استودیوی ۸ ام فرندال، میشیگان ضبط شد.

امینم که از زمان نوجوانی از طرفداران گروه ان.دابلیو.ای بود، موقع کار کردن با دکتر دره دستپاچه می‌شد. امینم می‌گوید: «نمی‌خواستم که مثل یه آدم پاچه خوار باشم اما من فقط یه پسر کوچولوی سفیدپوست از دیترویت بودم. من تا به آن روز هیچ آدم معروفی ندیده بودم چه برسه به دکتر دره». هرچند امینم بعد از جلسات اولیه ضبط کار با دره برایش آسان شد. روند ضبط به صورت کلی به دو بخش تقسیم می‌شد، تولید بیت و آهنگ‌ها توسط دکتر دره و رپ کردن امینم بر روی آن بیت و آهنگ‌ها. امینم توضیح می‌دهد: «هر بیتی که می‌زد من براش قافیه و شعر داشتم». او ادامه داد: «هر وقت می‌نشستم تا سروده‌هامو بنویسم همش دربارهٔ یه چیز بود، کیرم دهنت، کیرم تو این، کیرم تو اون، کیرم پس کله دنیا، کس ننه همه، کیرم تو کون همه». در روز اول ضبط، امینم و دره در ظرف یک ساعت ترانه اسم من اینه را ضبط کردند. سه آهنگ دیگر از آلبوم از جمله ترانه «الگو» نیز در آن روز ضبط شدند.

جلد آلبوم اسلیم شیدی ئی‌پی که در آن شخصیت اسلیم شیدی تصویر امینم در آینه را با مشت خرد می‌کند.

ترانه «۹۷ بانی و کلاید» که قبلاً برای آلبوم اسلیم شیدی ئی‌پی ضبط شده بود، مجدداً برای این آلبوم نیز ضبط شد تا صدای دختر امینم «هیلی» در آن باشد. از آنجا که این ترانه دربارهٔ قتل و از بین بردن جسد همسرش است، امینم به همسرش کیم گفت که او هیلی را به رستوران چاک ای چیز می‌برد. درحالی که امینم او را به استودیو برای ضبط ترانه می‌برد. امینم در یکی از گفتگوهایش به این ماجرا اشاره می‌کند و می‌گوید: «وقتی که کیم فهمید من از دخترمان برای نوشتن ترانه‌ای استفاده کردم که اون ترانه در مورد کشتنش هست، کیم دیوونه شد. ما تازه چند هفته بود که دوباره با هم آشتی کرده بودیم. وقتی آهنگ رو براش پخش کردم شروع کرد به جیغ و داد و بیداد کردن.» امینم در ادامه می‌گوید: «وقتی هیلی به اندازه کافی بزرگ شد، بهش توضیح میدم که مامان و بابا اون موقع زیاد روابطشان با هم خوب نبود. هیچ‌کدام از این‌ها رو نباید زیاد جدی گرفت هرچند که اون موقع واقعاً می‌خواستم اون کار رو انجام بدم.» امینم از مرلین منسون درخواست کرد تا به صورت مهمان در این ترانه حضور یابد اما او نپذیرفت چون احساس می‌کرد که این آهنگ «بیش از حد زن‌ستیزانه» است.
ترانه «وجدان گناهکار» حاوی اشارات طنزآمیزی به درگیری دکتر دره با دی بارنز است. امینم فقط چند روز بود که با دکتر دره آشنا شده بود به همین علت نگران بود که دره چگونه به سروده‌های این ترانه واکنش نشان می‌دهد. امینم توضیح می‌دهد: «وقتی سروده‌هایی که برای این آهنگ نوشته بودم رو براش خوندم، دره از خنده زیاد از صندلیش افتاد پایین!» کِن کَنِف شخصیتی ساختگی است که در یکی از قطعه‌های کمدی آلبوم به امینم زنگ می‌زند و او را مسخره می‌کند. این شخصیت توسط دوست امینم آریستول اجرا شده بود. پس از درگیری که بین این دو به وجود آمد امینم با صدای خودش شخصیت کِن کَنِف را روی قطعات کمدی آلبوم‌های بعدی خود بازی می‌کرد. این شخصیت در بیشتر آلبوم‌های امینم حضور دارد و آخرین بار در آلبوم مارشال مدرز ال‌پی ۲ از او استفاده شده است. یکی از قطعات کمدی دیگر آلبوم، «پتیاره» است. این قطعه صدای ضبط شده یک پیغام گیر تلفنی است که در آن زوئی وینکلر دختر هنرپیشه آمریکایی هنری وینکلر به یکی از دوستانش می‌گوید که او از شنیدن موسیقی امینم منزجر شده و حالت دل به هم خوردگی گرفته است. امینم برای اینکه بتواند این پیغام ضبط شده را در آلبوم خود استفاده کند مجبور شده بود که زوئی وینکلر را به شام دعوت کند تا بتواند اجازه‌اش را بگیرد.
در زمان میکس و مسترینگ اسلیم شیدی ال‌پی خواننده آمریکایی کید راک در حال ضبط چهارمین آلبوم خود به اسم «شیطان بدون هیچ دلیلی» بود. از آن جایی که آن‌ها با هم دوست بودند امینم از کید راک خواست تا در ضبط ترانه «به تخمم هم نیست» به او کمک کند و در عوض امینم در آهنگ «گمشو» او ورسی را اجرا می‌کند.

### موسیقی
تهیه کنندگی این آلبوم را دکتر دره، برادران بس و امینم بر عهده داشتند. سبک بیت و موسیقی آلبوم شامل سبک‌های هیپ-هاپ ساحل غربی و جی-فانک می‌شود. کایل اندرسون منتقد شبکه ام تی وی نوشت: «بیت‌های آلبوم بیشتر دارای بیس سنگینی هستند که فضایی را برای امینم ایجاد می‌کنند که می‌توان در آن با آزادی فراوان رپ کرد.» آی جی ان می‌نویسد: «ترانه «۹۷ بانی و کلاید» مثل لالایی هست که آرام شنونده را در بر میگرد». ترانه «آبت رو روی همه بریز» شامل تکخوانی خواننده آمریکایی دینه ره است. بیت این ترانه دارای ریتم فانک و رقص آمیز است در حالی که بیت ترانه «اسم من اینه» داری یک ریتم قویی بر روی بیس و ریتمی سایکدلیک بر روی کیبورد است. این بیت سمپل شده از روی ترانه «من دارم» خواننده بریتانیایی لبی استفیر است. ترانه «من شیدی ام» در اصل روی یک ترانه از گروه شادی نوشته شده بود اما پس از شنیدن آهنگ جدید آیس-تی به نام «من فرجامت ام» امینم تصمیم گرفت که از سمپل این آهنگ استفاده کند.
صدای امینم بر روی ترانه‌های آلبوم توسط منتقدان به عنوان صدایی تو دماغی توصیف شده است. جون پارلز منتقد روزنامه نیویورک تایمز صدای امینم را تحسین کرده و می‌نویسد: «تون صدای او و نحوه کنایه‌آمیز ادا کردن کلمه‌هایش آرام و در عین حال طعنه آمیز هستند و مانند صدای گروه بیستی بویز در دهه ۸۰ میلادی است». گرگ کوت نویسنده روزنامه شیکاگو تریبون صدای امینم را با صدای شخصیت کمدی پی-وی هرمن مقایسه می‌کند که لهجه غلیظ آمریکایی دارد. قطعه کمدی «سالن استراحت» که قبل از ترانه «تقصیر منه» قرار دارد شامل صدای امینم و برادران بس است که ادای خوانندگان و اعضا گروه رت پک را درمی‌آورند. جف بس جمله «من هیج وقت قصد اینو نداشتم که بهت ماشروم بدم» را در این قطعه کمدی می‌گوید که باعث الهام امینم برای نوشتن ترانه «تقصیر منه» می‌شود.

## سروده‌ها و درونمایه آلبوم
ترانه‌های اسلیم شیدی ال‌پی از دیدگاه شخصیت اسلیم شیدی روایت می‌شوند. شخصیت اسلیم شیدی با زبان طنز و کارتونی خود از خشونت شدید به همراه فحش‌های رکیک و کلمات سخیف سخن می‌گوید که امینم از آن به عنوان «قصه‌های ساختگی دوران بی‌پولی‌اش» یاد می‌کند. امینم می‌گوید: «اینا فقط برای سرگرمی درست شدند. برای من مثل یه فیلم ترسناک هستند». او ادامه می‌دهد: «چرا مردم نمی‌تونند ببینند که موسیقی هم می تونند مثل فیلم‌ها باشند؟ تنها تفاوتی که بین بعضی از ترانه‌های من با فیلم‌ها است اینکه روی صفحه نمایش نیستند». برخی از سروده‌های آلبوم از نظر منتقدان رکیک و زن‌ستیزانه به‌شمار می‌آید.
امینم این اتهامات را تأیید کرد و تصریح کرد: «من رابطه نسبتاً بدی با زن‌ها دارم. . . اما بیشتر مواقع وقتی دارم دربارهٔ زنان صحبت می‌کنم و کلماتی مثل پتیاره و جنده رو استفاده می‌کنم فقط دارم چیزی‌هایی رو میگم که رپرکن‌ها بیشتر میگن. در کل من از زن‌ها متنفر نیستم، فقط اینکه گاهی منو دیوانه می‌کنند». با اینکه اسلیم شیدی ال‌پی ماهیت توهین‌آمیز و اهانت باری دارد، امینم از گفتن بعضی از کلمات که در موسیقی هیپ-هاپ کاربد فراوانی دارد خودداری کرده است. او خاطرنشان می‌کند: «بعضی کلمه‌ها تو فرهنگ لغت من نیست.» اسلیم شیدی ال‌پی با قطعه کمدی «پیام بهداشتی» آغاز می‌شود که توسط جف بس از برادران بس اجرا می‌شود. این قطعه کمدی اشاره طعنه آمیز به ماهیت صریح آلبوم دارد. در میانه آلبوم قطعه کمدی دیگری با عنوان «پال» قرار دارد که در آن پل روزنبرگ به امینم زنگ می‌زند و به او می‌گوید: «متن سروده‌هایش را کمتر توهین‌آمیز و رکیک کند.»

ترانه «وجدان گناهکار» ترانه‌ای است مفهومی که در آن دکتر دره شخصیت یک فرشته و اسلیم شیدی شخصیت شیطان را بازی می‌کنند. این ترانه اشاره به سه موقعیت مختلف دارد که در آن اسلیم شیدی و دکتر دره درحال بحث کردن دربارهٔ انجام دادن یا ندادن اعمالی مثل «قتل همسر خود، تجاوز به یک دختر بیهوش و دزدی از یک بقالی» هستند. این ترانه از صحنه‌ای در فیلم کمدی خانه حیوانات ساخت سال ۱۹۷۸ الهام گرفته شده است که در آن یکی از شخصیت‌های فیلم پیش از تجاوز به یک دختر بیهوش در یک مهمانی، از یک فرشته و شیطان که بر روی شانه‌هایش هستند مشاوره می‌گیرد. در نهایت شخصیت داستان تصمیم می‌گیرد که به دختر بیهوش تجاوز نکند اما در ترانه «وجدان گناهکار» شخصیتی که در ترانه هست به دختر تجاوز کرده، او را می‌کشد و جسد بی‌جان دختر را در مقابل در خانه‌اش رها می‌کند. در ترانه «تقصیر منه» امینم داستان دختر دیگری را در یک مهمانی روایت می‌کند که بیش از حد قارچ‌های روانگردان مصرف کرده و در آخر در اثر آن‌ها اوردز می‌کند. 

امینم در حال اجرا در شهر نیویورک قبل از انتشار آلبوم، اوایل سال ۱۹۹۹

«۹۷ بانی و کلاید» ترانه‌ای دربارهٔ امینم است که در آن دختر کوچک خود را متقاعد می‌کند تا در بین بردن جسد همسر سابقش به او کمک کند. این ترانه فرجامی برای ترانه دیگر امینم «کیم» است که در آلبوم بعدی او قرار دارد. هر چند که «۹۷ بانی و کلاید» زودتر از ترانه «کیم» منتشر شده است اما امینم این ترانه را در زمانی نوشت که همسر او کیم مانع دیدن دخترش می‌شد. استفان توماس ارلُوین منتقد سایت موسیقی آل میوزیک می‌نویسد: «تعداد آهنگ‌های خشونت‌آمیز درسبک موسیقی هیپ-هاپ کم نیستند اما تعداد کمی از آنها به اندازه این ترانه امینم آزاردهنده و خشونت بار هستند. دلیل اینکه این ترانه خشونت بار تر از اکثر آهنگ دیگر است، برای مفهوم و داستانی که تعریف می‌کند نیست بلکه دلیل این خشونت خاص به خاطر نحوه بیان، تون صدا و کلماتی است که امینم برای توصیف داستان ترانه خود استفاده می‌کند.» ترانه «ضربه مغزی» در رابطه با دوران مدرسه امینم و تجربیات وی با بقیه است. این ترانه اشاره‌ای به یکی از وقایع دوران کودکی او دارد که در آن امینم پس از کتک خوردن زیاد به دست یک قلدر دچار آسیب جدی مغزی می‌شود.
اگرچه بسیاری از سروده‌های آلبوم به منظور طنز و شوخی نوشته شده‌اند اما در این عین چندین ترانه آلبوم از ناامیدی و زندگی در فقر امینم سخن می‌گویند. آنتونی بوززا منتقد مجله موسیقی رولینگ استون می‌نویسد: «امینم احتمالاً تنها ام سی در سال ۱۹۹۹ است که خودش را زیاد بزرگ و جدی نمی‌گیرد. سروده‌های او که بیشتر کلماتی سخیف و شوکه‌کننده دارند، تصویری از زندگی در فقر و بدون امیدی را نشان می‌دهند که سرتاسر از خشم و خون‌ریزی مانند فیلم‌های علمی تخیلی و ترسناک است». امینم پس از اخراج از غذاخوری که در آن آشپز بود، آن هم چند روز قبل از تولد دخترش ترانه «پایین‌ترین نقطه زندگیم» را نوشت. این ترانه با تم غم‌انگیز خود به وابستگی انسان به پول و شست و شو مغزی توسط مفهوم پول اشاره دارد. او تلاش و سختی‌های خود برای تأمین معاش خانواده‌اش را با کلماتی مثل «دلسرد، ناامید، و سوءتغذیه» توصیف می‌کند. ترانه «اگر داشتم» از همان مضمون ترانه «پایین‌ترین نقطه زندگی‌ام» پیروی می‌کند. او در شعرهای این ترانه زندگی با حداقل دستمزد را توصیف می‌کند و اظهار می‌دارد که: «از شغل‌هایی که با ساعتی ۵٫۵۰ دلار شروع می‌شوند خسته شده است». در این ترانه از این که به او فقیر و بیچاره می‌گویند، گله می‌کند.

## نقد و ارزشایی منتقدان
| بررسی انتقادی                                     | بررسی انتقادی |
| منبع                                              | رتبه‌بندی      |
| ------------------------------------------------- | ------------- |
| آل میوزیک                                         | [ ۴۱ ]        |
| شیکاگو سان تایمز                                  | [ ۴۲ ]        |
| رابرت کریستگاو: گام به گام آلبوم‌های دهه ۹۰ میلادی | A−            |
| انترتینمنت ویکلی                                  | C+ (۱۹۹۹)     |
| انترتینمنت ویکلی                                  | A+ (۲۰۱۹)     |
| لس آنجلس تایمز                                    | [ ۴۶ ]        |
| ملودی میکر                                        | [ ۴۷ ]        |
| ان ام ائی                                         | (۱۹۹۹)        |
| ان ام ائی                                         | (۲۰۱۹)        |
| رولینگ استون                                      | [ ۵۰ ]        |
| راهنمای آلبوم رولینگ استون                        | [ ۵۱ ]        |
| اسپین                                             | [ ۵۲ ]        |
| کیو                                               | [ ۵۳ ]        |
| دایرةالمعارف موسیقی روز                           | [ ۵۳ ]        |
| اسپاتنیک موزیک                                    | [ ۵۳ ]        |
| آلبوم سال (نقد منتقدان)                           | ۷۵/۱۰۰        |
| آلبوم سال (نقد کاربران)                           | ۸۰/۱۰۰        |
| فوکوس هیپ-هاپ                                     | A−            |

آلبوم در بدو انتشار توانست تحسین منتقدان را جلب کند.
استفان توماس ارلوین نویسنده آل میوزیک به این آلبوم پنج ستاره از پنج می‌دهد و می‌نویسد: «امینم با دایره کلمات گسترده و روش بیان داستان خود که به راحتی برای مخاطب داستان را تصویر سازی می‌کنند توانسته به سرعت به یکی از زبده‌ترین رپکن‌ها در سبک هیپ-هاپ تبدیل شود». او ادامه می‌دهد: «با گذشت چند سال از انتشار این آلبوم و با کم‌رنگ شدن شوکی که مردم از شنیدن آن در بدو انتشارش داشته‌اند، مهارت‌های سروده‌گویی امینم و غنی و پربار بودن موسیقی‌های آلبوم هنوز هم طنین‌انداز و هنرمندانه است. این موارد باعث می‌شود اسلیم شیدی ال‌پی به یکی از بهترین آلبوم‌های تاریخ موسیقی هیپ-هاپ و موسیقی قرن ۲۱ تبدیل شود».
دیوید براون نویسنده مجله انترتینمنت ویکلی نوشت: «اسلیم شیدی ال‌پی به‌طور غیرمعمولی خشن و رک است که این موضوع در تضاد با تم اکثر آلبوم‌های سیاسی این روزها است». او ادامه می‌دهد: «اسلیم شیدی ال‌پی با هتاکی و برداشتی عمیق از شرایط سیاسی زمان حال توانسته خود را یک سر و گردن بالاتر از بقیه نگه دارد و این کار با تم کمدی و سروده‌های خنده‌دار خود انجام می‌دهد، اما طرفداران موسیقی پاپ که بیشتر عاری از کلمات رکیک است پس از شنیدن سروده‌های آلبوم احتمالاً جان به جان به آفرین تسلیم می‌کنند». سورن بیکر منتقد روزنامه لس آنجلس تایمز به آلبوم سه و نیم ستاره از چهار ستاره داد و اظهار داشت که: «او (امینم) از گفتن هیچ چیزی نمی‌ترسد. سروده‌های او آنقدر خوب و هوشمندانه نوشته شده‌اند که جرمی مثل قتل را جوری توصیف می‌کنند که انگار شخصیت اسلیم شیدی آن را برای خوش‌گذرانی و گذران وقت انجام می‌دهد!» هرچند او در ادامه با تأسف می‌گوید: «البته گاهی بیت‌ها و تنظیم‌های که مقداری ساده‌تر هستند، قدرت و هوشمندی سروده‌های خشن امینم را کم رنگ می‌کنند.»
بسیاری از منتقدان سروده‌ها و متن ترانه‌های موجود در آلبوم را تحسین کردند. گیلبرت رودمن منتقد روزنامه پاپیولر کامیونکیشن اظهار داشت: «موسیقی که امینم در این آلبوم ارائه می‌دهد مملو از سروده‌های موهن و کلمات رکیک است اما محدود کردن آلبوم به این نقدهای جزئی که بسیاری از منتقدان این آلبوم آن را انجام داده‌اند، نقد منصفانه‌ای در وصف این آلبوم نمی‌باشد. این نقدها چیزی پیش از برداشتی سطحی از موسیقی امینم نیستند.» راب شفیلد منتقد مجله رولینگ استون از ماهیت کمدی این آلبوم لذت برده و می‌نویسد: «برای بعضی‌ها، سروده‌های رکیک و زننده آلبوم توهین آمیز و غیر معمول اند اما جوک‌های که امینم دربارهٔ قتل همسر خود در ترانه «۹۷ بانی و کلاید» می‌گوید بدتر از آهنگ‌های گرث بروکز نیستند؛ یا ترانه «تقصیر منه» زننده تر از ترانه‌های گروه هیپ-هاپ بلاد گنگ نیست. هرچند اگر بخوایم منصف باشم باید بگویم که سروده‌های امینم شما را از خنده زیاد به گریه خواهند انداخت.»
ناتان رابین منتقد روزنامه ای. وی. کلاب می‌نویسد: «اسلیم شیدی ال‌پی در مواقعی بی‌روح و بدون انگیزه به نظر می‌آید اما زبان و ادبیات غیر معمول که امینم در بیان خشونت‌ها و داستان‌های آلبوم استفاده می‌کند به مانند نفسی تازه در دنیای هیپ-هاپ امروز است که مملو از اشعار پوچ و تکراری گنگستا رپ است. هیپ-هاپ امروز نیاز شدیدی به ایده‌های جدید دارد که این آلبوم شروعی بر این ایده‌هاست.» مایک روبین منتقد مجله اسپین خاطرنشان کرد که: «سناریو و داستان‌های که شخصیت اسلیم شیدی روایت می‌کند آنقدر دور از ذهن، عجیب و طنزآلود هستند که محتوای زننده و موهن ترانه‌های آلبوم را از ذهن شنونده پاک می‌کنند».
کریس دافو از روزنامه گلوب اند میل اظهار داشت که: «او توسط همکلاسی‌ها و معلم‌هایش تحقیر شده، همسرش به او خیانت کرده و توسط جامعه نیز تحقیر شده است. تمام این موارد باعث از هم گسیختگی شخصیت اسلیم شیدی شده که در سروده‌های امینم می‌بینیم. این سروده‌ها به صورت زیبایی بر روی بیت‌های ناب دکتر دره که این بیت‌ها خود سرشار از شوخی و صدای‌ها عجیب و غریب است، قطعات آلبوم را یکپارچه می‌کند.» رابرت کریستگاو نویسنده و منتقد شهیر موسیقی در نقد خود برای مجله ولیج وویس در سال ۱۹۹۹ می‌نویسد: «اسلیم شیدی ال‌پی به مانند کتابی است که سرشار از مباحث و ارجاعات به اتفاقات و حوادث بحث‌برانگیز است. با این وجود که در اواخر آلبوم این ارجاعات مقداری زیاد می‌شوند اما امینم با حس شوخ‌طبعی و اشعار خود نشان می‌دهد که نابغه‌ای فراتر از تمامی خواننده‌های پاپ این روز هاست و حس شوخ‌طبعی اش غیرقابل مقایسه با بقیه است. به نظر من حس طنز سروده‌های امینم حتی از لوودون وین‌رایت سوم نیز بیشتر است.»

### تقدیر و جوایز

امینم در حال ضبط یکی از آهنگ‌های خود که موجب شگفتی دکتر دره شده بود.

در چهل و دومین دوره جوایز گرمی در سال ۲۰۰۰ میلادی این آلبوم برنده جایزه «بهترین آلبوم رپ سال» شد و ترانه «اسم من اینه» برنده جایزه بهترین اجرای انفرادی رپ نیز شد. در جوایز موسیقی دیترویت در سال ۲۰۰۰ برنده جایزه «آلبوم خاص سال» شد. مجله رولینگ استون در سال ۲۰۰۰ اسلیم شیدی ال‌پی را در جایگاه ۳۳ فهرست «۱۰۰ آلبوم برتر دهه ۹۰» خود قرار داد. در سال ۲۰۰۸ رولینگ استون این آلبوم را در فهرست «۱۰۰ آلبومی که موسیقی را متحول کردند» قرار داد. همچنین رولینگ استون در سال ۲۰۱۲ اسلیم شیدی ال‌پی را در جایگاه ۲۷۵ فهرست «۵۰۰ آلبوم برتر تمام دوران» قرار داد. در سال ۲۰۲۰ رولینگ استون این آلبوم را در جایگاه ۳۵۲ چاپ جدید «۵۰۰ آلبوم تمام دوران» خود قرار داد. در سال ۲۰۲۲ رولینگ استون این آلبوم را در جایگاه ۸۵ فهرست «۲۰۰ آلبوم برتر تاریخ هیپ-هاپ» خود قرار داد.
بلندر این آلبوم را در جایگاه ۴۹ لیست «۱۰۰ آلبوم برتر آمریکایی همه دوران» قرار داد. مجله ان‌ام‌ئی در سال ۲۰۱۳ این آلبوم را در جایگاه ۲۴۸ فهرست «۵۰۰ آلبوم برتر همه دوران» خود قرار داد. همچنین این مجله در سال ۲۰۰۳ این آلبوم را در جایگاه ۷۶ فهرست «۱۰۰ آلبوم برتر همه دوران» نیز قرار داد. در سال ۲۰۱۰ در فهرست «۵۰ آلبوم برتر هیپ-هاپ» و در سال ۲۰۱۲ در فهرست «برترین آلبوم‌های دهه ۹۰ میلادی» این مجله جای گرفت. همچنین سال ۲۰۱۲ در فهرست «برترین آلبوم‌ها بین سال‌های ۱۹۵۲–۲۰۱۲» این مجله نیز قرار گرفت. مجله بلندر این آلبوم را در جایگاه ۴۹ فهرست خود «۱۰۰ آلبوم برتر آمریکایی تمام دوران» قرار داد. همچنین بلندر این آلبوم را در فهرست «۵۰۰ سی دی که باید قبل از مرگ بشنوید» خود نیز قرار داد. مجله بلی استرد این آلبوم را در جایگاه ۶۷ فهرست «۱۰۰ آلبوم موسیقی برتر دهه ۹۰» خود قرار داد. مجله اسلنت این آلبوم را در جایگاه ۸۱ فهرست «۱۰۰ آلبوم برتر دهه ۹۰» خود قرار داد.
مجله اسپین این آلبوم را در جایگاه ۱۶۸ فهرست «۳۰۰ آلبوم موسیقی برتر در ۳۰ سال گذشته» خود قرار داد. مجله وایب این آلبوم را فهرست «۱۵۰ آلبوم برتر بین سال‌های ۱۹۹۲–۲۰۰۷» خود قرار داد. مجله ایکس‌ایکس‌ال این آلبوم را در فهرست «آلبوم‌های برتر تاریخ هیپ-هاپ در ۴۰ سالگرد هیپ-هاپ» خود قرار داد. اسلیم شیدی ال‌پی در سال ۲۰۱۵ توانست به جایگاه ۷۶ فهرست «۱۰۰ آلبوم برتر هیپ-هاپ در تمام ادوار» سایت ابوت.کام نیز دست پیدا کند. در همان سال مجله کیو اسلیم شیدی ال‌پی را در جایگاه ۷۲ فهرست «۱۰۰ آلبوم برتر دهه ۹۰ میلادی» خود قرار داد.
منتقد مشهور موسیقی رابرت کریستگاو اسلیم شیدی ال‌پی را در میان فهرست «۱۰ آلبوم برتر دهه ۱۹۹۰» خود قرار داد. رابرات دمیری این آلبوم را در جایگاه ۸۹۳ کتاب مشهور خود «۱۰۰۱ آلبومی که باید قبل از مردن بشنوید» قرار داد. کریس اسمیت اسلیم شیدی ال‌پی را در فهرست «۱۰۱ آلبومی که موسیقی مدرن را متحول کردند» خود قرار داد. تام موون موسیقیدان آمریکایی این آلبوم را فهرست «۱۰۰۰ آلبومی که باید قبل از مرگ شنید» خود قرار داد. شخصیت کِن کَنِف در جایگاه ۱۵ فهرست «۵۰ قطعه کمدی برتر هیپ-هاپ» مجله موسیقی کامپلکس قرار گرفت. همچنین قطعه «پیام بهداشتی» که اولین آهنگ این آلبوم است به همراه قطعه کمدی «پیام بهداشتی ۲۰۰۰» که اولین آهنگ در آلبوم بعدی امینم مارشال مدرز ال‌پی است در جایگاه ۵۰ این فهرست نیز قرار گرفتند.

## فروش

مصاحبه جنجالی امینم در برنامه رادیویی هاوارد استرن در سال ۱۹۹۹
که در زمان انتشار موجی از انتقادات را به سمت امینم و برنامه هاوارد استرن روانه کرد.

در هفته اول پخش آلبوم اسلیم شیدی ال‌پی توانست ۲۳۸٬۰۰۰ هزار نسخه به فروش برساند و در جایگاه دوم جدول بیلبورد ۲۰۰ پس از آلبوم گروه موسیقی تی ال سی قرار بگیرد. این آلبوم به مدت ۱۰۰ هفته در جدول بیلبورد ۲۰۰ باقی ماند. همچنین در جدول آلبوم‌های آر اند بی/هیپ-هاپ توانست به جایگاه یکم برسد و به مدت ۹۲ هفته در این جدول نیز باقی ماند.
در ۵ آوریل ۱۹۹۹ اسلیم شیدی ال‌پی به فروش بیش از یک میلیون نسخه رسید و توسط انجمن صنعت ضبط آمریکا گواهی پلاتینیوم فروش دریافت کرد. در ۱۵ نوامبر سال ۲۰۰۰ میلادی این آلبوم توسط انجمن صنعت ضبط آمریکا گواهی چهارگانه پلاتینیوم که معادل فروش بیش از چهار میلیون نسخه است را دریافت کرد.
ترانه «اسم من اینه» تک‌آهنگ اصلی آلبوم به جایگاه ۳۶ جدول بیلبورد هات ۱۰۰ رسید و ده هفته متوالی در این جدول باقی ماند. این تک آهنگ علاوه بر این در جدول آهنگ‌های آر اند بی/هیپ-هاپ به جایگاه ۱۸ رسید. در جدول آهنگ‌های پاپ به جایگاه ۲۹ و در جدول آهنگ‌های آلترنتیو به جایگاه ۳۷ رسید. ترانه «وجدان گناهکار» در جدول ترانه‌های داغ آر اند بی/هیپ-هاپ به جایگاه ۵۶ رسید و ترانه «به تخمم هم نیست» به جایگاه ۶۲ این جدول رسید.
این آلبوم توانست بیش ۱۰٬۰۱۰٬۰۰۰ نسخه در ایالات متحده به فروش برساند و گواهینامه الماس را دریافت کنند. همچنین در نمودار هفتگی آلبوم‌های کانادایی دوازده هفته باقی ماند. علاوه بر این، اسلیم شیدی ال‌پی توانست توسط انجمن صنعت ضبط کانادا برای فروش بیش از ۶۰۰٬۰۰۰ نسخه گواهی پلاتینیوم شش‌گانه را دریافت کند. این آلبوم در کشور انگلیس بیش از ۱ میلیون نسخه به فروش رسانید و گواهی پنجگانه پلاتینیوم را دریافت کرد و همچنین در جدول آلبوم‌های بریتانیا به جایگاه دهم رسید و در مجموع به مدت ۱۱۴ هفته در این جدول نیز باقی ماند.
در استرالیا آلبوم به جایگاه ۴۹ در نمودار ای آر آی ای رسید و در نهایت گواهی چهارگانه پلاتینیوم را در این کشور دریافت کرد. این آلبوم همچنین به ترتیب به جایگاه‌های ۲۰ و ۲۳ جدول‌های فروش در دو کشور هلند و نیوزلند رسید. همچنین توانست به گواهی دوگانه پلاتینیوم در هلند و به گواهی پلاتینیوم در نیوزیلند برسد. در کشور ژاپن توانست پیش از ۲۰۰٬۰۰۰ هزار نسخه به فروش برساند و گواهینامه فروش طلا را از انجمن صنعت ضبط موسیقی ژاپن دریافت کند.

## حواشی‌های بعد از پخش آلبوم

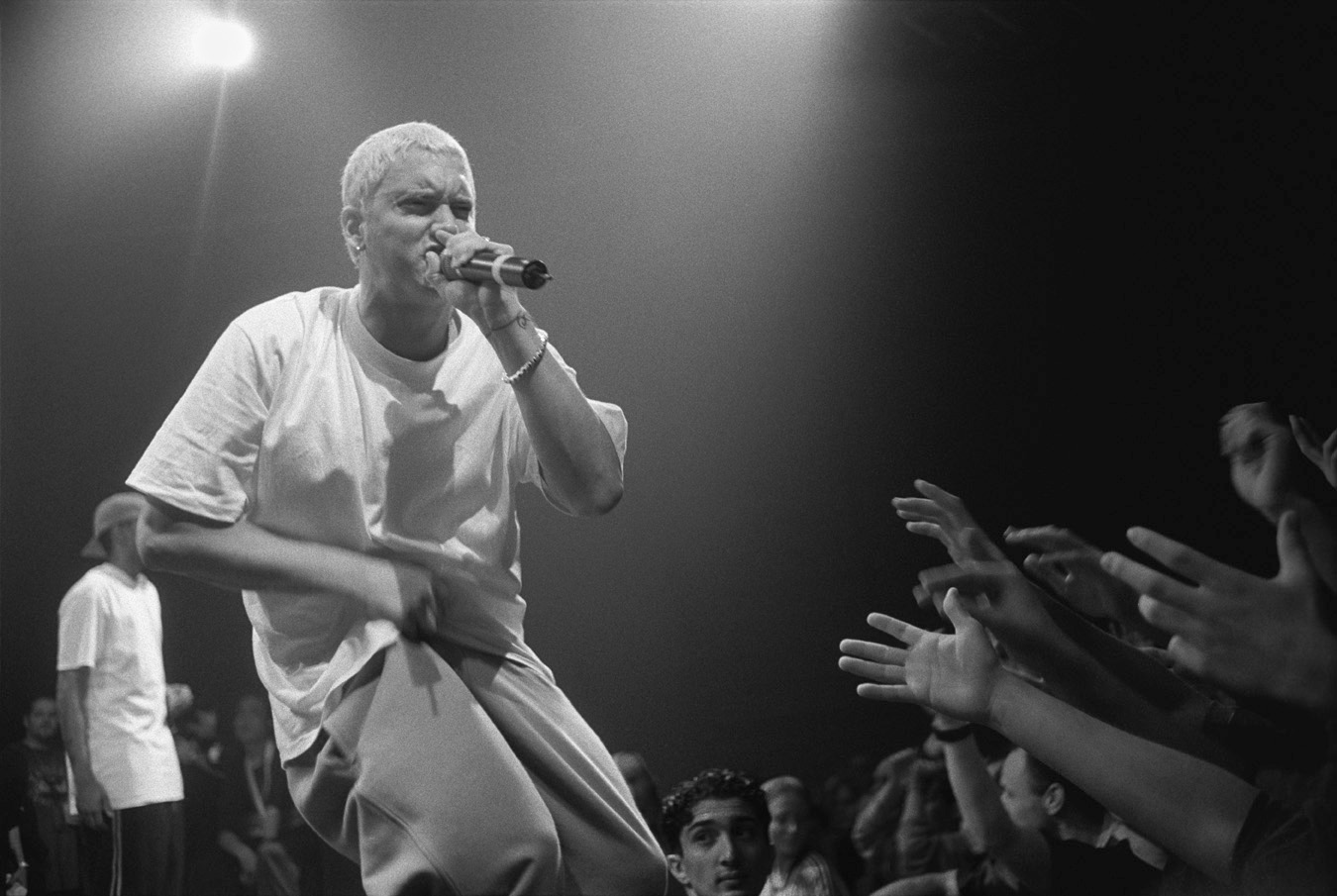
موفقیت این آلبوم امینم را به یک چهره مشهور بین‌المللی تبدیل کرد.
(تصویر در کنسرتی در مونیخ آلمان در اکتبر ۱۹۹۹)

پس از موفقیت اسلیم شیدی ال‌پی امینم از یک رپر زیرزمینی به یک چهره مشهور تبدیل شد. اینترسکوپ رکوردز برای امینم شرکت ضبط موسیقی خود به اسم شیدی رکوردز را افتتاح کرد. اولین هنرمندی که امینم امضا کرد رپر و بهترین دوستش پروف بود. امینم که زمانی برای تأمین مخارج دخترش در مضیقه بود به تغییر شدیدی که در سبک زندگی خود ایجاد شده بود اشاره می‌کند و می‌گوید: «در کریسمس امسال هدیه‌های زیادی زیر درخت کریسمس برای دخترم بود… دخترم تا قبل از این زندگی با نوای نداشت اما حالا زندگی خیلی خوبی داره. من گاهی نمی‌توانم جلوی خودم رو بگیرم که براش پیش از حد خرج نکنم.»
برای تبلیغ اسلیم شیدی ال‌پی امینم برنامه تور گسترده‌ای را آغاز کرد. او به عنوان جایگزین گروه سایپر هیل در لحاظات آخر انتخاب شد تا به تور «وَن رپد» بپیوندد. این تور از تاریخ ۲۵ تا ۳۱ ژوئن در آمریکای شمالی برگزار شد که از شهر سن آنتونیو شروع و در شهر میامی به پایان می‌رسید. او اغلب بعداز ظهرها در تور ون رپد برنامه اجرا می‌کرد و شب‌ها با ماشین خود به مکان دیگری می‌رفت تا در یک باشگاه هیپ-هاپ برنامه‌ایی اجرا کند. او در حین اجرا در شهر هارتفورد واقع در استان کانکتیکات در روزهای پایانی تور، بروی یک گودال مایع لیز خورد و چهار متر از صحنه اجرا به پایین افتاد و چندین دنده خود را شکست. امینم دربارهٔ این حادثه می‌گوید: «استرس ناشی از شهرت تازه‌ام باعث شد تا بیش از حد مشروب بنوشم.» او ادامه می‌دهد: «می‌دانستم که باید سرعت خوردنم رو کم کنم. اون پایین افتادن مانند یک یادآوری برای من بود.» با این حال پس از دریافت مراقبت‌های پزشکی حال او به اندازه کافی بهبود پیدا کرده بود که فردای آن روز برای اجرای برنامه توتال ریکوست لایو به نیویورک سفر کند.

«هر کسی که باور دارد نوجوانان آنقدر ساده‌باور هستند که شعرهای آلبوم را جدی بگیرند، خودش ساده‌باور است. شخصیت اسلیم شیدی حواشی فراوانی به وجود می‌آورد اما در عین حال خودش را فقط به عنوان یک شخصیت ساختگی معرفی می‌کند که نباید جدی گرفته شود.»

— راهنمای خرید آلبوم‌های موسیقی به روایت کریستگاو: آلبوم‌های دهه ۹۰ (۲۰۰۰)
امینم همچنین به دلیل محتوای سروده‌های خود تبدیل به یک چهره بسیار جنجال‌برانگیز شد. او به عنوان یک روانی، پوچ گرا و مدافع خشونت شناخته شد. در سرمقاله‌ای که توسط تیموتی وایت سردبیر بیلبورد نوشته شد، نویسنده آن از امینم به عنوان متهمی که با سوء استفاده از بدبختی‌های جهان پول درمی‌آورد یاد می‌کند.
در طی یک مصاحبه رادیویی در شهر سان فرانسیسکو امینم بدائه خوانی کرد که بخشی از آن دربارهٔ سیلی زدن به یک زن باردار بود. این موضوع موجب عصبانیت مجری برنامه شد که در نهایت آن مجری یک نسخه از آلبوم اسلیم شیدی ال‌پی را در میان برنامه خرد کرد. امینم از این بداهه‌نوازی خود دفاع کرد و گفت: «من ادعا نمی‌کنم که الگو هستم و ادعای هم ندارم. دوم اینکه این آلبوم من برای شنیدن بچه‌ها کوچک نیست. روی جلد آلبوم یه برچسب «این آلبوم برای سنین زیر ۱۶ سال ممنوع است» خورده و برای خریدنش باید بزرگسال باشید. این بدین معنا نیست که بچه‌های کوچک این آلبوم رو نمی‌خرن اما این دیگه مسئولیت من نیست و مسولیت پدرها و مادرهایشان هست یا اون کسی که توی مغازه این آلبوم میفروشه به بچه‌ها و قانون زیر پا میذاره.»

## دعوای حقوقی و شکایت
در ۱۷ سپتامبر سال ۱۹۹۹ مادر امینم دبورا نلسون، از امینم به مبلغ ۱۰ میلیون دلار شکایت کرد. شکایت میلیون دلاری علیه امینم به دلیل تهمتی بود که او در ترانه «اسم من اینه» می‌گوید: «من تازه متوجه شدم که مادرم بیشتر از من مواد می‌کشد». پس از دو سال دادگاه رای به نفع مادر امینم داد و او را ملزم به پرداخت غرامتی به مبلغ ۱۰ میلیون دلار کرد که پس از هزینه‌های قانونی و هزینه‌های وکلا، مادر امینم دبورا نلسون فقط مبلغی ناچیز ۱۱٬۶۰۰ دلار را دریافت کرد. امینم تعجب نکرد که مادرش شکایتی را علیه او تنظیم کرده بود و از مادرش به عنوان «ملکه دعوی» یاد می‌کند. امینم ادعا می‌کند که: «مادرم از این راه‌ها پول درمی‌آورد». او ادامه می‌دهد: «وقتی پنج سالم بود یادم میاد که توی یه مغازه‌ای که چیپس و نوشابه می‌فروخت ان پشت دخل می‌شست و کار می‌کرد. غیر از این یادم نمی‌آید که اون یک حتی یه روز توی زندگی‌اش کار کرده باشه.» مادر او بعداً شکایت دیگری را علیه امینم به دلیل آسیب‌های روحی متحمل شده در اولین محاکمه تنظیم کرد که توسط قاضی رد و مختومه شد.

امینم در دادگاه بعد از انتشار آلبوم، سال ۱۹۹۹

در دسامبر سال ۲۰۰۱ میلادی دی آنجلو بیلی که یک سرایدار ساکن روزویل میشیگان به دلیل اینکه سوژه آهنگ «ضربه مغزی» امینم بود که در آن از او تصویری به عنوان یک قلدر کشیده شده بود، از امینم به مبلغ ۱ میلون دلار شکایت کرد. شکایت میلیونی او علیه امینم به دلیل تهمت و تجاوز به حریم خصوصی اش بود. وکیل بیلی اظهار داشت که: «امینم مردی موفق است در صنعت موسیقی هیپ-هاپ اما او در دوران کودکی خود شرایط دشواری نداشته و بنابراین او فقط یک ریاکار است. امینم از بیلی همکلاسی دوران کودکی خود به عنوان یک مهره و سدی برای جلوگیری و متوقف کردن موج انتقادات که به سمت اوست استفاده کرده است.» در سال ۱۹۸۲ میلادی مادر امینم در تلاشی ناموفق از مدرسه روزویل به دلیل محافظت نکردن از پسرش شکایت کرد. او ادعا کرده بود که حمله چند قلدر در مدرسه به امینم باعث سردرد، حالت تهوع و رفتار ضد اجتماعی پسرش شده است. علاوه بر این بیلی قبلاً در آوریل سال ۱۹۹۹ میلادی در مصاحبه ای با مجله رولینگ استون اذعان کرده بود که امینم را در دوران مدرسه کتک زده است. این پرونده توسط قاضی در سال ۲۰۰۳ رد شد. قاضی حکم خود را به شکل قافیه رپ نوشت. او حکم کرد که اشعار امینم مثل «همکاری مدیر مدرسه با بیلی برای کتک زدن امینم یا افتادن کل مغز امینم از سرش» آنقدر اغراق‌آمیز هستند که شنونده متوجه می‌شود که این موارد واقعی نیستند. این حکم در سال ۲۰۰۵ تأیید شد و وکیل بیلی هرگونه درخواست و شکایت دیگری را رد کرد.
در سپتامبر سال ۲۰۰۳ هارلین استاین بیوه ۷۰ ساله رونالد استاین از امینم و دکتر دره شکایت کرد. دلیل او بر این بود که ترانه «وجدان گناهکار» حاوی پیشمونهِ غیرمجاز از آهنگ «خوک‌ها به خانه‌تان برگردید» است که برای فیلم درک روشن توسط همسرش رونالد استاین ساخته شده است. اگرچه در یادداشت‌های که در جلد آلبوم است بیان می‌شود که این آهنگ حاوی بخشی از ترانه «خوک‌ها به خانه‌تان برگردید» است اما از استین به‌عنوان آهنگساز یاد نمی‌شود و به همسرش نیز حق امتیازی برای استفاده از آهنگ پرداخت نشده است. در نهایت در این دادخواست به نفع شاکی رای داده شد و امینم و شرکت موسیقی اش ملزم به پراخت ۵ درصد از قیمت هر نسخه از آلبومی که در آمریکا بفروش رفته و دو و نیم درصد از قیمت هر نسخه از آلبومی که در سطح بین‌اللملی بفروش رفته شدند.

## فهرست ترانه‌ها
همهٔ ترانه‌ها توسط امینم، مارک بس و جف بس به غیر از آن‌هایی که توضیح داده شده‌اند، نوشته شده‌است.
| شماره      | نام                                                              | نویسنده(ها)                    | تولیدکننده (گان)                       | مدت   |
| ---------- | ---------------------------------------------------------------- | ------------------------------ | -------------------------------------- | ----- |
| ۱.         | «پیام بهداشتی» (قطعه کمدی که توسط امینم و جف بس اجرا می‌شود)      |                                | امینم مِل-مَن                            | ۰:۳۳  |
| ۲.         | «اسم من اینه»                                                    | امینم دکتر دره                 | دکتر دره                               | ۴:۲۸  |
| ۳.         | «وجدان گناهکار» (با خوانندگی دکتر دره)                           | امینم دکتر دره                 | دکتر دره امینم                         | ۳:۱۹  |
| ۴.         | «ضربه مغزی»                                                      |                                | برادران بس امینم [a]                   | ۳:۴۶  |
| ۵.         | «پاول» (قطعه کمدی که توسط پاول روزنبرگ اجرا می‌شود)               |                                | امینم جف بس [a]                        | ۰:۱۵  |
| ۶.         | «اگر داشتم»                                                      |                                | برادران بس امینم [a] دی جی رِک [b]      | ۴:۰۵  |
| ۷.         | «۹۷ بانی و کلاید»                                                |                                | برادران بس امینم [a] دی جی هِد [b]      | ۵:۱۶  |
| ۸.         | «پتیاره» (قطعه کمدی که توسط زو وینکلر اجرا می‌شود)                |                                | امینم                                  | ۰:۱۹  |
| ۹.         | «الگو»                                                           | امینم دکتر دره مِل مَن           | دکتر دره مِل مَن                         | ۳:۲۵  |
| ۱۰.        | «سالن استراحت» (قطعه کمدی که توسط امینم و برادران بس اجرا می‌شود) |                                | امینم مارک بس [a]                      | ۰:۴۶  |
| ۱۱.        | «تقصیر منه»                                                      |                                | برادران بس امینم                       | ۴:۰۱  |
| ۱۲.        | «کِن کَنِف» (قطعه کمدی که توسط آریستول، امینم و مارک بس اجرا می‌شود) |                                | جف بس مارک بس                          | ۱:۱۶  |
| ۱۳.        | «یالا همِگی» (به همراه تکخوانی دینا ره)                           |                                | برادران بس امینم [a]                   | ۳:۳۹  |
| ۱۴.        | «در پایین‌ترین نقطه زندگی»                                        |                                | برادران بس                             | ۳:۳۴  |
| ۱۵.        | «به تخمم هم نیست»                                                |                                | برادران بس امینم [a] دنان پورتر [b]    | ۴:۰۲  |
| ۱۶.        | «سوپ» (قطعه کمدی که توسط رویس دا۹'۵ و جف بس اجرا می‌شود)          |                                | جف بس امینم مارک بس [a]                | ۰:۳۴  |
| ۱۷.        | «زمانی‌که زمین به دور خود می‌چرخد»                                 |                                | برادران بس امینم [a] جاستین تراگمن [b] | ۴:۲۵  |
| ۱۸.        | «من شیدی ام»                                                     |                                | برادران بس امینم [a]                   | ۳:۳۱  |
| ۱۹.        | «آدم بده با شیطان ملاقات می‌کند» (به همراه رویس دا۹'۵)            | امینم رویس دا۹'۵ مارک بس جف بس | امینم برادران بس [a]                   | ۴:۱۳  |
| ۲۰.        | «هنوز هم به تخمم نیست»                                           |                                | برادران بس امینم [a]                   | ۴:۱۲  |
| مجموع مدت: | مجموع مدت:                                                       | مجموع مدت:                     | مجموع مدت:                             | ۵۹:۳۹ |

| اسلیم شیدی ال پی: نسخه مخصوص به همراه سی دی اضافی | اسلیم شیدی ال پی: نسخه مخصوص به همراه سی دی اضافی  | اسلیم شیدی ال پی: نسخه مخصوص به همراه سی دی اضافی |
| شماره                                             | نام                                                | مدت                                               |
| ------------------------------------------------- | -------------------------------------------------- | ------------------------------------------------- |
| ۱.                                                | «جَوون خطرناک» (نسخه آکاپلا)                        | ۰:۴۷                                              |
| ۲.                                                | «عصبی کردمت»                                       | ۴:۲۱                                              |
| ۳.                                                | «گِرِک» (نسخه آکاپلا)                                | ۰:۵۳                                              |
| ۴.                                                | «به تخمم هم نیست» (موزیک ویدئو)                    | nil                                               |
| ۵.                                                | «اسم من هست» (موزیک ویدئو)                         | nil                                               |
| ۶.                                                | «وجدان گناهکار» (موزیک ویدئو)                      | nil                                               |
| ۷.                                                | «الگو» (موزیک ویدئو)                               | nil                                               |
| ۸.                                                | «اسلیم شیدی ال پی» (تصاویر ضبط و اجرای زنده آلبوم) | nil                                               |

| اسلیم شیدی ال پی: نسخه اکسپندد به همراه ترانه‌های اضافه | اسلیم شیدی ال پی: نسخه اکسپندد به همراه ترانه‌های اضافه | اسلیم شیدی ال پی: نسخه اکسپندد به همراه ترانه‌های اضافه |
| شماره                                                  | نام                                                    | مدت                                                    |
| ------------------------------------------------------ | ------------------------------------------------------ | ------------------------------------------------------ |
| ۲۱.                                                    | «جَوون خطرناک» (نسخه آکاپلا)                            | ۰:۴۴                                                   |
| ۲۲.                                                    | «عصبی کردمت» (به همراه سو ای، کینگ تچ و دی جی رولوشن)  | ۴:۲۲                                                   |
| ۲۳.                                                    | «گِرِک» (نسخه آکاپلا)                                    | ۰:۵۲                                                   |
| ۲۴.                                                    | «آدم بده همیشه می‌میرد» (به همراه دکتر دره)             | ۴:۳۹                                                   |
| ۲۵.                                                    | «وجدان گناهکار» (به همراه دکتر دره (نسخه رادیویی))     | ۳:۱۹                                                   |
| ۲۶.                                                    | «وجدان گناهکار» (به همراه دکتر دره (بدون کلام))        | ۳:۲۰                                                   |
| ۲۷.                                                    | «وجدان گناهکار» (به همراه دکتر دره (نسخه آکاپلا))      | ۳:۱۶                                                   |
| ۲۸.                                                    | «اسم من هست» (بدون کلام)                               | ۴:۲۹                                                   |
| ۲۹.                                                    | «به تخمم هم نسیت» (نسخه آکاپلا)                        | ۳:۳۵                                                   |
| ۳۰.                                                    | «به تخمم هم نیست» (بدون کلام)                          | ۴:۰۸                                                   |

Notes
- ^  این علامت نشان‌دهنده همکاری چندنفره در تولید ترانه است.
- ^  این علامت نشان‌دهنده این است که این ترانه قبل از ضبط این آلبوم ساخته شده است.
- در نسخه سانسورشده آلبوم «پتیاره»، «آبیت رو روی همه بریز»، «به تخمم هم نیست» و «هنوز به تخمم هم نیست» به ترتیب تبدیل به «باغ وحش»، «همه یالا بیاید»، «اهمیتی نمی‌دم» و «هنوز هم اهمیتی نمی‌دم» شده‌اند.
- برخی از وبگاه‌ها مانند مای اسپیس نسخه سانسورشده‌ای از آلبوم را استفاده می‌کنند که ترانه «وجدان گناهکار» را حذف کرده و در آلبوم موجود نمی‌باشد.

## جدول‌ها
| جدول (۱۹۹۹)                                     | بهترین رتبه |
| ----------------------------------------------- | ----------- |
| جدول آلبوم‌های ای‌آرآی‌ای استرالیا                 | ۴۹          |
| جدول آلبوم‌های اتریش                             | ۱۲          |
| جدول آلبوم‌های بلژیک (منطقهٔ فلندرز)              | ۷           |
| جدول آلبوم‌های بلژیک (منطقهٔ والونیا)             | ۲۷          |
| جدول آلبوم‌های کانادایی                          | ۹           |
| جدول آلبوم‌های هلند                              | ۲۰          |
| جدول آلبوم‌های فرانسه                            | ۵۲          |
| جدول آلبوم‌های آلمان                             | ۵۱          |
| جدول آلبوم‌های ایرلند                            | ۲۲          |
| جدول آلبوم‌های ژاپن                              | ۳۹          |
| جدول آلبوم‌های نیوزیلند                          | ۲۳          |
| جدول آلبوم‌های نروژ                              | ۲۵          |
| جدول آلبوم‌های سوئد                              | ۴۰          |
| جدول آلبوم‌های سوئیس                             | ۲۵          |
| آلبوم‌های سوئیسی (جدول موسیقی سوئیس) نسخه مخصوص  | ۲۵          |
| جدول آلبوم‌های انگلیس                            | ۱۲          |
| جدول‌های تک آهنگ‌ها و آلبوم‌های آر اند بی انگلیس   | ۱           |
| بیلبورد ۲۰۰ ایالات متحده                        | ۲           |
| آلبوم‌های آر اند بی/هیپ-هاپ بیلبورد ایالات متحده | ۱           |
| آلبوم‌های کاتالوگ بیلبورد ایالات متحده           | ۳           |

| جدول (۱۹۹۹)                                 | رتبه |
| ------------------------------------------- | ---- |
| آلبوم‌های کانادا (RPM)                       | ۶۹   |
| آلبوم‌های انگلیس (OCC)                       | ۶۴   |
| بیلبورد ۲۰۰ آمریکا                          | ۲۲   |
| آلبوم‌های آر اند بی/هیپ-هاپ آمریکا (بیلبورد) | ۱۳   |

| جدول (۲۰۰۰)                                 | رتبه |
| ------------------------------------------- | ---- |
| بیلبورد ۲۰۰ ایالات متحده                    | ۵۴   |
| آلبوم‌های انگلیس (OCC)                       | ۴۴   |
| آلبوم‌های آر اند بی/هیپ-هاپ آمریکا (بیلبورد) | ۶۴   |

| چارت (۲۰۰۱)                                   | رتبه |
| --------------------------------------------- | ---- |
| آلبوم‌های بلژیک (Ultratop Flanders) نسخه مخصوص | ۵۶   |
| آلبوم‌های انگلیس (OCC)                         | ۸۴   |

## گواهی‌ها
| استرالیا (ARIA)                                                    | ۸ × پلاتینیوم | ^۵۶۰٬۰۰۰    |
| فرانسه (سماصت)                                                     | طلا           | ^۱۶۰٬۰۰۰    |
| برزیل (PMB)                                                        | پلاتینیوم     | ^۳۰٬۰۰۰     |
| اسپانیا (سما)                                                      | طلا           | ^۴۰٬۰۰۰     |
| مکزیک (SAE)                                                        | طلا           | ^۶۵٬۰۰۰     |
| ایتالیا (فصما)                                                     | طلا           | ^۶۵٬۰۰۰     |
| آرژانتین                                                           | طلا           | ^۱۵٬۰۰۰     |
| آلمان (افصم)                                                       | پلاتینیوم     | ^۳۰۰٬۰۰۰    |
| فنلاند (Musiikkituottajat)                                         | پلاتینیوم     | ^۱۵٬۰۰۰     |
| کانادا (انجمن صنعت ضبط موسیقی کانادا)                              | ۶ × پلاتینیوم | ^۶۰۰٬۰۰۰    |
| سوئد (GLF)                                                         | پلاتینیوم     | ^۳۰٬۰۰۰     |
| هلند (ان‌وی‌پی‌آی)                                                    | طلا           | ^۵۰٬۰۰۰     |
| نیوزلند (RMNZ)                                                     | پلاتینیوم     | ^۱۵٬۰۰۰     |
| آفریقای جنوبی (RISA)                                               | طلا           | ^۲۵٬۰۰۰     |
| سوییس (IFPI سوییس)                                                 | طلا           | ^۲۵٬۰۰۰     |
| انگلیس (BPI)                                                       | ۴ × پلاتینیوم | ۱٬۱۰۰٬۰۰۰   |
| ایالات متحده (RIAA)                                                | ۵ × پلاتینیوم | ۶٬۵۹۷٬۰۰۰   |
| خلاصه‌ها                                                            |               |             |
| اروپا (IFPI)                                                       | پلاتینیوم     | *۱٬۰۰۰٬۰۰۰  |
| آمریکای لاتین                                                      | پلاتینیوم     | *۱۸۰٬۰۰۰    |
| آسیا                                                               | ۴ × پلاتینیوم | *۳۹۰٬۰۰۰    |
| جهانی                                                              |               | *۱۱٬۱۰۰٬۰۰۰ |
| * رقم فروش تنها بر پایهٔ گواهی‌ها. ^ رقم توزیع تنها بر پایهٔ گواهی‌ها. |               |             |